# Cumbia boliviana
La cumbia boliviana es un subgénero más de la cumbia colombiana, adaptado y desarrollado en Bolivia a partir de la segunda mitad del siglo XX. Con contribuciones marcadas del propio ritmo tropical de la cumbia colombiana, la cumbia mexicana, la cumbia argentina, el estilo propio de los andes bolivianos, y en menor medida la cumbia peruana culminando en un estilo musical multifacético y distintivo dentro y fuera del país.

## Historia
Los grupos más destacables de cumbia boliviana son de la década de 1990 y fueron influenciados por el estilo romántico de la cumbia mexicana. Entre los más importantes pueden nombrarse a: Los Brother's, América Pop, FM Silvina, Pk2, Los Korys, Veneno, Miguel Orías, Jorge Eduardo, Grupo Flash, Sobrinos del Tío, Rumba 7 y Mónica Ergueta.
También está la cumbia boliviana que interpreta un estilo diferente, denominado "cumbia andina" o "cumbia chicha", el cual fusiona la cumbia con música folklórica boliviana, como morenada, saya, caporales, tinkus y diablada. A finales de los años 80 y de la década de los 90 grupos como Iberia, Maroyu, Clímax, Enlace y Los Ronisch interpretaron este estilo, el cual fue bien recibido, bailado y escuchado, en especial por el sector popular de la sociedad boliviana. Estas agrupaciones  tenían un estilo único y propio que luego sería una influencia, más tarde conocida como cumbia sureña.
Ya a principios del año 2000 la cumbia villera argentina arrasó y algunos años después grupos como América Brass, Los Sigmas, Expreso, Balcanes, Florida y David Castro incursionaron en un estilo que se fusionaba con la cumbia villera, denominado "chicha villera".

En palabras de Gastón Sosa, vocalista de los primeros años de América Pop e ícono de la cumbia boliviana, en Bolivia es difícil ganar dinero haciendo cumbia. A diferencia de otros países, como Argentina, en donde los cantantes de música tropical pueden ser muy exitosos económicamente, para él en Bolivia la situación es más difícil.